# Margit Voigt
Margit Voigt é uma matemática alemã, especialista em teoria dos grafos e coloração de grafos. É professora de pesquisa operacional na Universidade de Ciências Aplicadas de Dresden.
Voigt obteve um doutorado em 1992 na Universidade Técnica de Ilmenau, com a tese Über die chromatische Zahl einer speziellen Klasse unendlicher Graphen [On the chromatic number of a special class of infinite graphs], orientada conjuntamente por Rainer Bodendiek e Hansjoachim Walther.
Seus resultados incluem o primeiro grafo planar conhecido que requer cinco cores para a lista de coloração, e um contra-exemplo a uma conjectura relacionada de que a lista de coloração dos grafos planares requer no máximo uma cor a mais do que a coloração de grafos para o mesmo grafo.